# محصل أفكار المتقدمين والمتأخرين من العلماء والحكماء والمتكلمين (كتاب)
محصل أفكار المتقدمين والمتأخرين من العلماء والحكماء والمتكلمين كتاب في علم الكلام من تأليف شيخ الإسلام فخر الدين الرازي (544 - 606هـ)، أحد تلامذة البغوي.

## موضوع الكتاب
قام فيه المؤلف بوضع مختصر شامل في علم الكلام، يعرض فيه حصيلة أفكار المتقدمين والمتأخرين من الفلاسفة والمتكلمين، وأن لهذا العلم أركانا أربعة تعد من أقسامه، رتب بها كتابه «المحصل» وهي:
- الركن الأول في المقدمات: وهي عنده ثلاثة:

1. المقدمة الأولى: ذكر فيها العلوم الأولية من تصورات وتصديقات.
2. المقدمة الثانية: جعلها في أحكام النظر، في النظر والفكر، وأن الفكر المفيد للعلم موجود، ووجوب النظر.
3. المقدمة الثالثة: في الدليل وأقسامه: الدليل والأماراة، والدليل اللفظي، ولا يفيد اليقين إلا بأمور عشرة، والنقليات مستندة إلى صدق الرسول صلى الله عليه وسلم، ثم أن الاستدلال قياس واستقراء.

- الركن الثاني في تقسيم المعلومات:

1. المسألة الأولى: في أحكام الوجود.
2. المسألة الثانية: في المعدوم إما أن يكون ممتنع الثبوت وإما ممكن الثبوت.
3. المسألة الثالثة: في الحال بين المثبتين والنافين.

- الركن الثالث في الإلهيات:
- في الذات: ويكون الاستدلال هنا إما بحدوث الأجسام لأن كل حادث له محدث، لأنه ممكن ولأنه وجد بعد العدم.
- في الصفات: إما سلبية وهو أن ماهية الله مخالفة لسائر الماهيات، وهي غير مركبة. أو ثبوتية بأن الله سبحانه قادر، وحي، وعالم، فهو مريد لا بإرادة حادثة، وسميع وبصير، ومتكلم، وباق.
- في الأفعال: وفيه أن أفعال العباد واقعة بقدرة الله تعالى، وفي الحسن والقبح، وأنه لا يجوز أن يفعل الله شيئا لغرض، خلافا للمعتزلة ولأكثر الفقهاء.
- في الأسماء: وأن اسم كل شيء إما أن يدل على ماهيته، أو على جزء ماهيته، أو على الأمر الخارج عن ماهيته.
- الركن الرابع في السمعيات:
- في النبوة: عرف المعجز بأنه خارق للعادة مقرون بالتحدي، وأن محمد رسول الله، وانتقل إلى عصمة الأنبياء، وأن الكرامات جائزة، وأن الأنبياء أفضل من الملائكة.
- في المعاد: ومسألة اختلاف أهل العالم فيه، وحقيقة النفس عن الفلاسفة والمتكلمين والأطباء، في النفوس البشـرية، وبين ان التناسخ باطل عند القائلين بحدوث النفس، وأن الأرواح لا تفنى، والنفس ناطقة مدركة للجزيئات، وفي سعادة النفوس بعد الموت، وشقاوة النفوس الجاهلة، وإعادة المعدوم.
- في الأسماء والأحكام: ذكر أن صاحب الكبيرة مؤمن مطيع بإيمانه عاص بفسقه، وإذا نسب أحدهم نفسه أنه مؤمن يقول إن شاء الله، وأن الكفر عبارة عن إنكار ما علم بالضرورة مجيء الرسول به.
- في الإمامة: وهي رياسة عامة دينية مشتملة على ترغيب عموم الناس في حفظ مصالحهم الدينية والدنياوية، وزجرهم عما يضرهم بحسبها.[2] فمنهم من قال بوجوبها وهم الإمامية بوجوه، ومنهم من أوجبها سمعا كالجمهور وأكثر المعتزلة، وأما من يقولوا بوجوبها فهم الخوارج.

## آراء العلماء فيه
يعتبر كتاب المحصل للإمام فخر الدين الرازي من أهم الكتب التي اعتنى بها العلماء، ويرى ابن خلدون (ت808هـ) أن الكتاب يحتوي على جملة من الآراء والمذاهب، حيث يذكر أنه وجده كتابا احتوى على مذهب كل فريق، وأخذ في تحقيق كل مسلك وطريق. ولأهميته أيضا يحكي الطوسي (ت673هـ) أن الحال في زمانه قد ساء لدرجة أن الكتب الموضوعة في أصول علم الكلام، والتي كانت تتضمن في ثناياها القواعد الحقيقية، لم يبق منها في عصره أثر ولا خبر، ما عدا كتاب «المحصل» الذي هو اسم بلا مسمى، والذي يشبه طلابه العطشى الذين يركضون مؤملين الماء، ثم يواجهون بالسراب. ويقول أيضا في المقدمة أن جماعة من الأفاضل عمدوا إلى شرح هذا الكتاب وتوضيح غوامضه، وجماعة أخرى ردوا على قواعده و جرحوها، ولكن أكثرهم حادوا عن طريق الإنصاف، ولم تسلم أحكامهم من الهوى والتجني.

## شروحه
ذكر حاجي خليفة في كشف الظنون بعض المختصرات والشروحات للكتاب وهي كالتالي:
اختصره علاء الدين علي بن عثمان المارديني المتوفى سنة 750 خمسين وسبعمائة. وشرحه العلامة المحقق علي بن عمر الكاتبي القزويني المتوفى سنة 675هـ، ولخصه المحقق نصير الدين الطوسي وسماه تلخيص المحصل، وشرح تلخيصه أبو حامد أحمد بن علي بن الشبلي. وشرحه أيضا عصام الدين إبراهيم بن عربشاه الإسفرائيني المتوفى سنة 945هـ.